# 國際報導 (NHK)
「國際報導20XX」（日语：国際報道20XX，節目名稱後半部分的數字是當年的年份）是NHK BS1自2014年4月開始播出的國際新聞的新聞節目。

## 概述
本節目的前身是World Wave。節目集結NHK海外取材網的力量，通過現場轉播等方式播報來世界各地的新聞。除了新聞和特集部分之外，還播出匯總世界各地電視台新聞的「、經濟新聞、傳遞世界各地文化的「WORLD LOUNGE」等單元。

## 主持人

### 現在
- 油井秀樹（日语：油井秀樹）（總主持人，前NHK華盛頓分社社長）（2021年3月27日至今）
- 酒井美帆（日语：酒井美帆）（副主持人）（2018年4月4日至今）
- 栗原望 (副主持人，NHK播報員)(2023年4月1日至今)

### 過去
|                |                | 主持人      | 主持人      | 主持人     | 主持人     |
| 週一 - 週五    | 週一 - 週五    | 週一        | 週二 - 週五 |            |            |
| -------------- | -------------- | ----------- | ----------- | ---------- | ---------- |
| 2014年3月31日  | 2014年8月27日  | 有馬嘉男◎   | 有馬嘉男◎   | 黒木奈奈   | 黒木奈奈   |
| 2014年8月28日  | 2015年3月27日  | 有馬嘉男◎   | 有馬嘉男◎   | [ b ]      | [ b ]      |
| 2015年3月30日  | 2015年7月13日  | 有馬嘉男◎   | 有馬嘉男◎   | 黒木奈奈   | 藤田真奈美 |
| 2015年7月14日  | 2015年7月24日  | 有馬嘉男◎   | 有馬嘉男◎   | 藤田真奈美 | 藤田真奈美 |
| 2015年7月27日  | 2015年8月31日  | 有馬嘉男◎   | 有馬嘉男◎   | [ b ]      | 藤田真奈美 |
| 2015年9月1日   | 2016年4月1日   | 有馬嘉男◎   | 有馬嘉男◎   | 藤田真奈美 | 藤田真奈美 |
| 2016年4月4日   | 2016年10月21日 | 田中淳子◎   | 児林大介〇  | 増井渚     | 増井渚     |
| 2016年10月24日 | 2017年3月31日  | 田中淳子◎   | 佐藤誠太〇  | 増井渚     | 増井渚     |
| 2017年4月3日   | 2018年3月30日  | 花澤雄一郎◎ | 松岡忠幸〇  | 増井渚     | 増井渚     |
| 2018年4月2日   | 2019年3月29日  | 花澤雄一郎◎ | 松岡忠幸〇  | 酒井美帆   | 酒井美帆   |
| 2019年4月1日   | 2020年3月27日  | 池畑修平◎   | 池畑修平◎   | 酒井美帆   | 酒井美帆   |
| 2020年3月30日  | 2021年3月26日  | 池畑修平◎   | 今井翔馬〇  | 酒井美帆   | 酒井美帆   |
| 2021年3月29日  | 2022年4月1日   | 油井秀樹◎   | 今井翔馬〇  | 酒井美帆   | 酒井美帆   |
| 2022年4月4日   | 2023年3月31日  | 油井秀樹◎   | 角谷直也〇  | 酒井美帆   | 酒井美帆   |
| 2023年4月3日   |                | 油井秀樹◎   | 栗原望〇    | 酒井美帆   | 酒井美帆   |

◎=NHK記者（總主持人）
〇=NHK播報員